# Loungemusik
Lounge är en lättlyssnad musikstil, som ofta används som förinspelad bakgrundsmusik i exempelvis barer och salonger på hotell, kasinon och liknande. Musikstilen kan även framföras live av pianister på barer eller med till exempel trumpet och/eller saxofon som melodiinstrument tillsammans med förinspelade loopar. Fördelen med att ha levande musiker är att musiken då kan framföras mer dynamiskt och olika musikaliska parametrar kan modifieras till sammanhanget, medan den förinspelade musiken bara kan anpassas med vald volym samt sättas av eller på.
Den förinspelade loungemusiken är en stilistisk variant på elektronisk mjuk popbaserad musik som framställs likt muzak - i förväg anpassad till den audiella atmosfären som man önskar.
Termen lounge används också för en typ av lugn elektronisk musik, även kallad downtempo, med influenser från hiphop, jazz och funk.
Sedan ca 1998 har loungemusiken även utvecklat en variant för diskotek där discjockey tillsammans med 1-2 instrumentalister, exempelvis en saxofonist och/eller trumpetare, spelar kortare disco-shower.